# Вознесенск (Речицкий район)
Вознесе́нск (бел. Вазнясенск) — посёлок в Холмечском сельсовете Речицкого района Гомельской области Белоруссии.

## География

### Расположение
В 28 км на юг от Речицы и железнодорожной станции Речица, в 78 км от Гомеля.

## Транспортная система
Транспортная связь по просёлочной, а затем по автодороге Лоев — Речица.
В посёлке 7 жилых домов (2004 год). Планировка — короткая, с широтной ориентацией улица. Застройка деревянными домами.

## История
Посёлок основан в 1920-х годах на бывших помещичьих землях переселенцами с соседних деревень. В 1931 году организован колхоз. Во время Великой Отечественной войны 8 жителей посёлка погибли на фронтах. В 1959 году посёлок наряду с посёлком Рельки входил в состав колхоза «Чырвоны стяг» с центром в деревне Артуки. До 21 мая 1963 года носил название посёлок имени Ворошилова.
До 31 октября 2006 года в составе Артуковского сельсовета.

## Население

### Численность
2004 год — 7 дворов, 10 жителей.

### Динамика
- 1930 год — 12 дворов, 85 жителей.
- 1959 год — ? жителей (согласно переписи).
- 2004 год — 7 дворов, 10 жителей.